# Storia della pittura
La storia della pittura è una branca della storia dell'arte che si occupa di dipinti e, più in generale, di opere d'arte bidimensionali realizzate con tecniche legate al disegno e alla stesura di colori.
Dalla preistoria fino al mondo contemporaneo, ha rappresentato una continua tradizione tra le più diffuse e significative nell'ambito delle arti figurative, che abbraccia un po' tutte le culture e i continenti. Fino al XX secolo, in Europa e nei paesi da essa influenzati, la rappresentazione pittorica ha avuto principalmente soggetti "figurati", cioè rappresentanti caratteristiche e attività umane, tutt'al più temi religiosi, simbolici e trascendenti, mentre nel XX secolo si sono sviluppati approcci più astratti e concettuali, con la sperimentazione di nuove tecniche in ricerca di nuovi orizzonti.
Lo sviluppo della pittura orientale ha avuto un corso proprio, parallelo a quello occidentale, non senza però punti di contatto, soprattutto a partire dell'evo moderno. L'arte africana, islamica, indiana, cinese, e giapponese  hanno avuto tutte influenze significative sull'arte occidentale e viceversa.

## Variazioni stilistiche

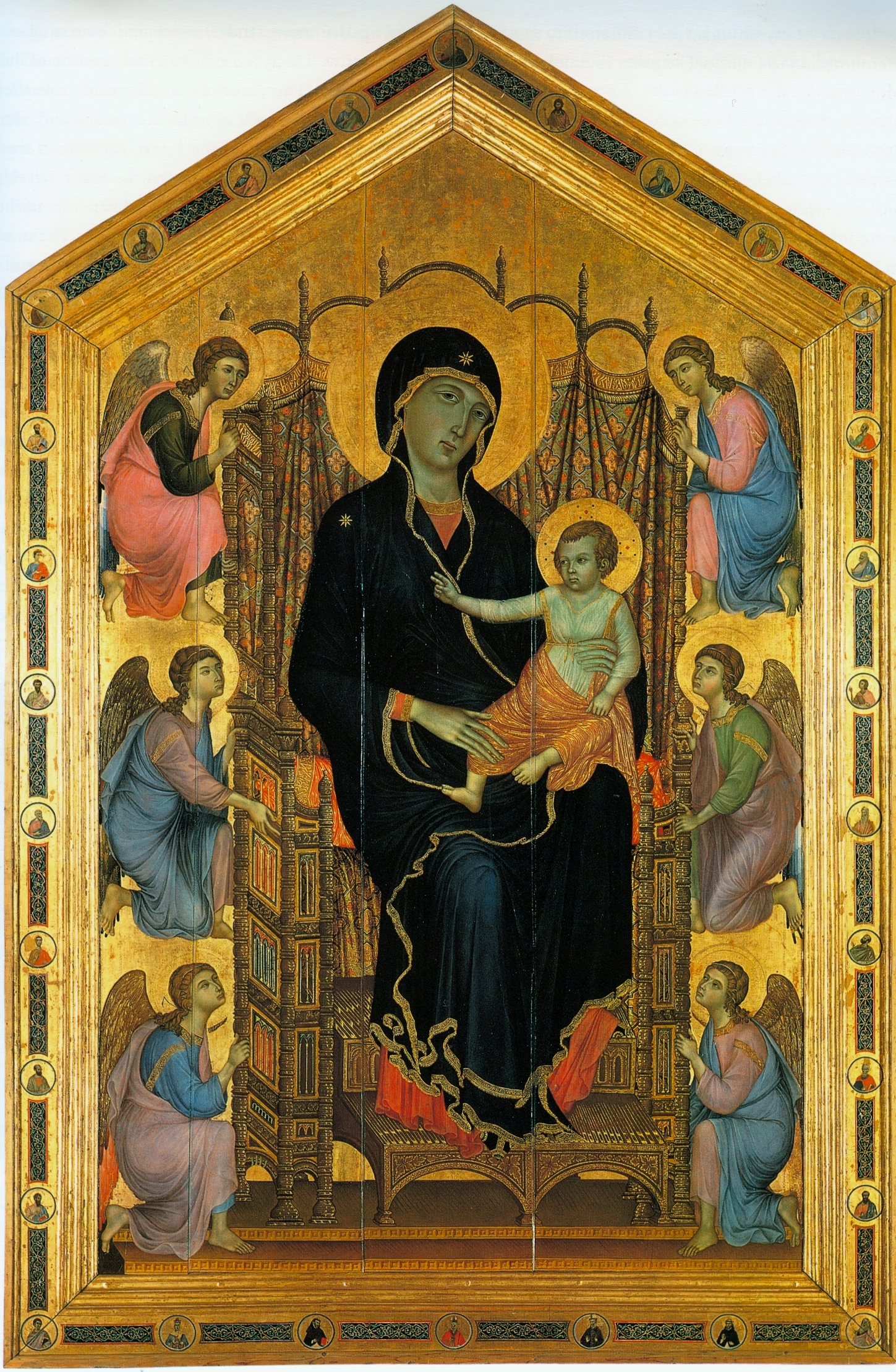
Duccio di Buoninsegna, Madonna Rucellai

La rappresentazione di un qualsiasi soggetto su una superficie bidimensionale pone diversi problemi all'artefice, che è obbligato a fare alcune scelte di stile, privilegiando un effetto o un altro. Si può cercare ad esempio di rendere artificiosamente un effetto tridimensionale o, all'opposto, di stilizzare una figura comprimendola nel formato a due dimensioni. Nel corso del tempo, a seconda dei luoghi, delle scuole e delle personalità artistiche, sono state privilegiate diverse componenti, che hanno portato a risultati di estrema varietà.
Tra gli elementi fondamentali dello stile di una rappresentazione c'è la linea, intesa sia come contorno delle figure, sia come elemento determinante di motivi stilizzati. Nel primo caso lo storico dell'arte Roberto Longhi parlò di linea scattante che esalta il movimento, la linea "funzionale", nel secondo di linea "floreale" (la linea degli arabeschi, del gotico, dell'arte giapponese e del Liberty).
Un altro elemento chiave è il colore, che può essere applicato scegliendo una gamma di toni piuttosto che un'altra, e privilegiando effetti soffusi o, al contrario, accesi e contrastanti. Coloristi puri sono gli artisti che creano effetti paragonabili a quelli di un tappeto, dove tutto l'accento è posto sull'accostamento di colori: tra questi alcune correnti dell'arte bizantina, gli impressionisti, i fauves, gli artisti aborigeni.
Assieme al colore entrano in gioco gli effetti di luce, che possono dare l'illusione del volume, della profondità, della distanza. L'illuminazione può essere forte e brusca, come in Caravaggio, oppure delicata e soffusa, come in Leonardo da Vinci.
Un quarto elemento può essere considerata la composizione dell'immagine, intesa sia come scelta di accostamenti, sia come criterio di disporre le figure in modo da creare un effetto di profondità.
Naturalmente queste caratteristiche vengono combinate ad ottenere gli stili più disparati: la sintesi tra volume e prospettiva degli artisti del primo Rinascimento, il colore e la forma dei veneti, l'attenzione lenticolare agli effetti luminosi dei fiamminghi.

## Variazioni tecniche

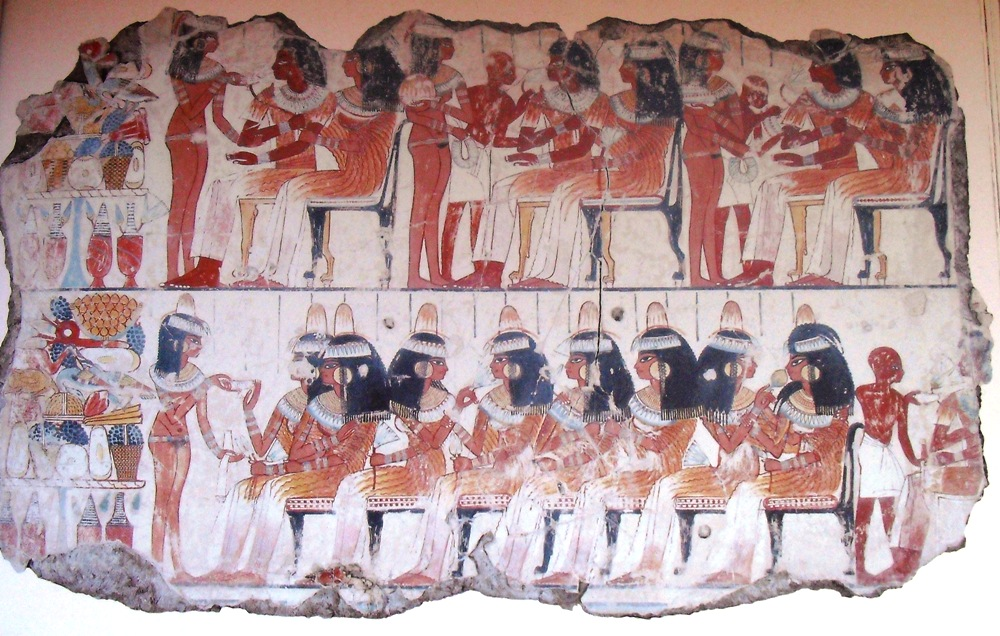
Pittura parietale in Egitto

La pittura ha avuto molti cambiamenti dal punto di vista della tecnica, a partire dalle pitture parietali rinvenute in Egitto, realizzate con pigmenti naturali, passando all'affresco, tecnica utilizzata per diversi secoli, in particolar modo nella pittura religiosa occidentale.
Nelle rappresentazioni orientali, invece, negli imperi delle grandi dinastie cinesi e dinastie giapponesi, si era soliti utilizzare tessuti e seta come supporti, colorati con inchiostro.  Si passa poi alla tempera su legno, in epoca tardo-medioevale in Italia e in Spagna, dove si era soliti rappresentare soggetti religiosi.
Nel Quattrocento iniziò la diffusione del colore ad olio, soprattutto da parte dei pittori fiamminghi, in particolare da Jan van Eyck, considerato l'iniziatore di questa tecnica. Nel corso di diversi secoli la tecnica dell'olio rimase, ma rappresentata su diversi supporti, come legno, carta, masonite e télé; permase fino al XXI secolo, durante il quale comparvero i primi prodotti industriali, come i colori acrilici, caratterizzati da tonalità più accese.
I colori si ottengono inizialmente macinando le terre, sono presenti le ocre gialle e rosse,  nei secoli si aggiungono alla tavolozza nuovi pigmenti, questo dipende dalla reperibilità della materia prima. Il blu ad esempio era raro e quindi costosissimo in Italia: si otteneva pertanto dalla triturazione del lapislazzulo.
Gli impasti per ottenere i colori si arricchiscono e anche l'imprimitura del supporto contribuisce alla resistenza dell'opera e alla luminosità. Le imprimiture delle tavole servono a rendere l'assorbimento dei colori più omogeneo e a fissarsi meglio, Le vernici finali, ottenute da resine proteggono il lavoro e saturano i colori rendendoli più “carichi“.
Cambia il modo di inserire le figure nello spazio ad esempio con la nascita della prospettiva con punto di fuga all'infinito.

## Variazioni concettuali
Cambia la funzione dell'arte, da celebrativa e simbolica può essere un modo di descrivere la realtà in modo naturalistico, fino a divenire un'interpretazione della realtà libera dall'imitazione della realtà, come per l'arte astratta.
Molte delle regole che si creano vengono stravolte con l'arte concettuale quando la pittura non è più imitazione della Natura, ma ne diventa l'interpretazione.

## I trattati di pittura
Ci sono diversi trattati di pittura nella storia dalla Naturalis Historiae di Plinio arrivato a noi attraverso Vitruvio a quello di Leonardo da Vinci al Manuale di Gino Piva.
Cennino Cennini scrive nel Trecento un vero e proprio manuale in cui descrive i modi per preparare la carta e gli strumenti fino alle tecniche di rappresentazione dei soggetti. Alla base di una buona rappresentazione c'è il disegno, la progettazione del dipinto comincia dalle bozze e dagli studi.
Per poter dipingere bisogna prima saper disegnare.
Un altro trattato importante è quello di Leonardo da Vinci dove sono riportate moltissime annotazioni sullo studio della percezione della realtà e la sua rappresentazione, ad esempio come un soggetto in lontananza appaia più chiaro e soffuso rispetto ad uno in primo piano (si tratta della cosiddetta prospettiva aerea). Descrive la preparazione della tavola e la stesura del colore, i procedimenti per imitare la natura, dipingere paesaggi e soggetti. Molto importanti sono anche le annotazioni riguardanti il ritratto, come l'espressione risultante da uno stato d'animo influisce sui muscoli del viso. Descrive dettagliamente anche le differenze anatomiche dei soggetti a seconda della loro età e del loro sesso.
Uno dei trattati più importanti sull'argomento, purtroppo misconosciuto per motivi da ascrivere al ventennio fascista, è il libro (quasi un breviario) di Leone Augusto Rosa: "La Tecnica Della Pittura Dai Tempi Preistorici ad oggi". E possibile trovarlo nelle principali biblioteche nazionali. Si tratta di un vero e proprio trattato suddiviso in due parti, analitica la prima descrittiva la seconda con un'incredibile quantità di notizie e di ricette preziose, altrove introvabili. Un manuale scientifico, basilare per chi vuole apprendere da una condizione di esperienza sperimentale tutto lo scibile sulle tecniche antiche e moderne, svelate, senza misteri di ricette segrete. Una pietra miliare della scienza delle tecniche pittoriche che anticipa le più accurate e sofisticate indagini odierne.

## Storia
Si possono così suddividere i periodi storici della storia dell'arte e le fondamentali correnti artistiche:

### Pittura preistorica

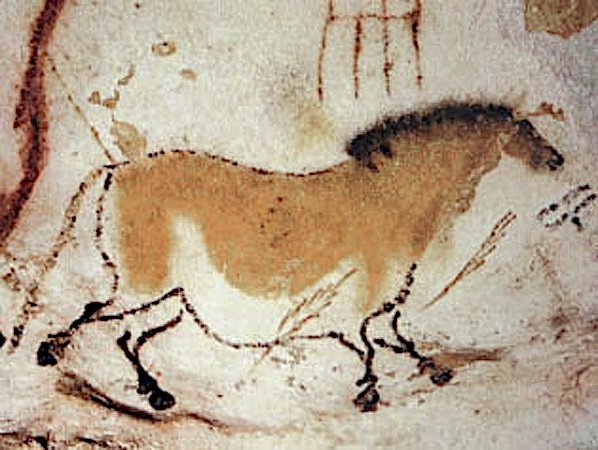
Pittura rinvenuta nelle grotte di Lascaux

Erodoto raccontava come la pittura fosse nata come disegno che ricalcava un'ombra su una parete, fatta da una ragazza per fissare le fattezze del suo uomo in partenza per la guerra. In questa leggenda si possono già cogliere alcune delle caratteristiche base della pittura: il suo basarsi su un segno, la finalità di fissare l'aspetto delle cose, e la sua relativa semplicità, rispetto ad altre possibili forme artistiche.
Le testimonianze più antiche di pittura, legate all'arte rupestre preistorica, mostrano scene di caccia con esili figurette tracciate tramite sfregamento di una pietra o di un tizzone su una parete rocciosa, a cui poi si aggiunsero i colori impiegando varie terre colorate e/o pigmenti di origine per lo più vegetale. La rappresentazione di persone e animali segue delle regole intuitive, basate sulla sovrapposizione e il collocamento a varie livelli dei soggetti, in modo da dare idea di un'azione sviluppata nel tempo e nello spazio, in maniera non molto diversa da quello che fanno i bambini disegnando.
I ritrovamenti nelle grotte di Lascaux risalgono al 15000 a.C.; le figure umane erano stilizzate, filiformi, mentre gli animali erano voluminosi, anche perché queste immagini erano legate a scopi propiziatori per la caccia, con significato magico-religioso, auspicavano abbondanza. Nella grotta del Pech-Merle, nel dipartimento del Lot, in Francia, si vedono impronte di mani ottenute soffiando il colore e lasciando una silhoette neutra in una macchia di colore.

### Pittura precolombiana
La pittura precolombiana non si sviluppò tanto quanto l'architettura e la scultura, ma ci sono molti resti archeologici di pittura murale, specialmente in Messico: a Teotihuacán, le pareti degli edifici erano coperte da uno strato di stucco dipinto con scene narrative o motivi decorativi; nei templi maya di Bonampak e Chichen Itza, sono stati decorati con affreschi in stile realistico che raccontano eventi storici, in Cacaxtla, murales che rappresentano divinità, sacerdoti e guerrieri sono stati recentemente scoperti. I murali sono stati trovati anche in Sud America, generalmente con disegni geometrici, come in Tierradentro (Colombia), o tema mitologico, come in Panamarca (Perù).

Dobbiamo anche menzionare la straordinaria capacità di molti popoli (Maya, Mixteco e Azteca) per la scrittura pittografica, specialmente nei codici illustrati, che era solito avere figure e simboli di un disegno attento e intensità cromatica, narrare fatti storici o mitologici, come il Codex Nuttall (British Museum). Altri campioni di pittura precolombiana si trovano nella decorazione ceramica, in particolare le navi Maya, la cultura peruviana Moche e Nazca.

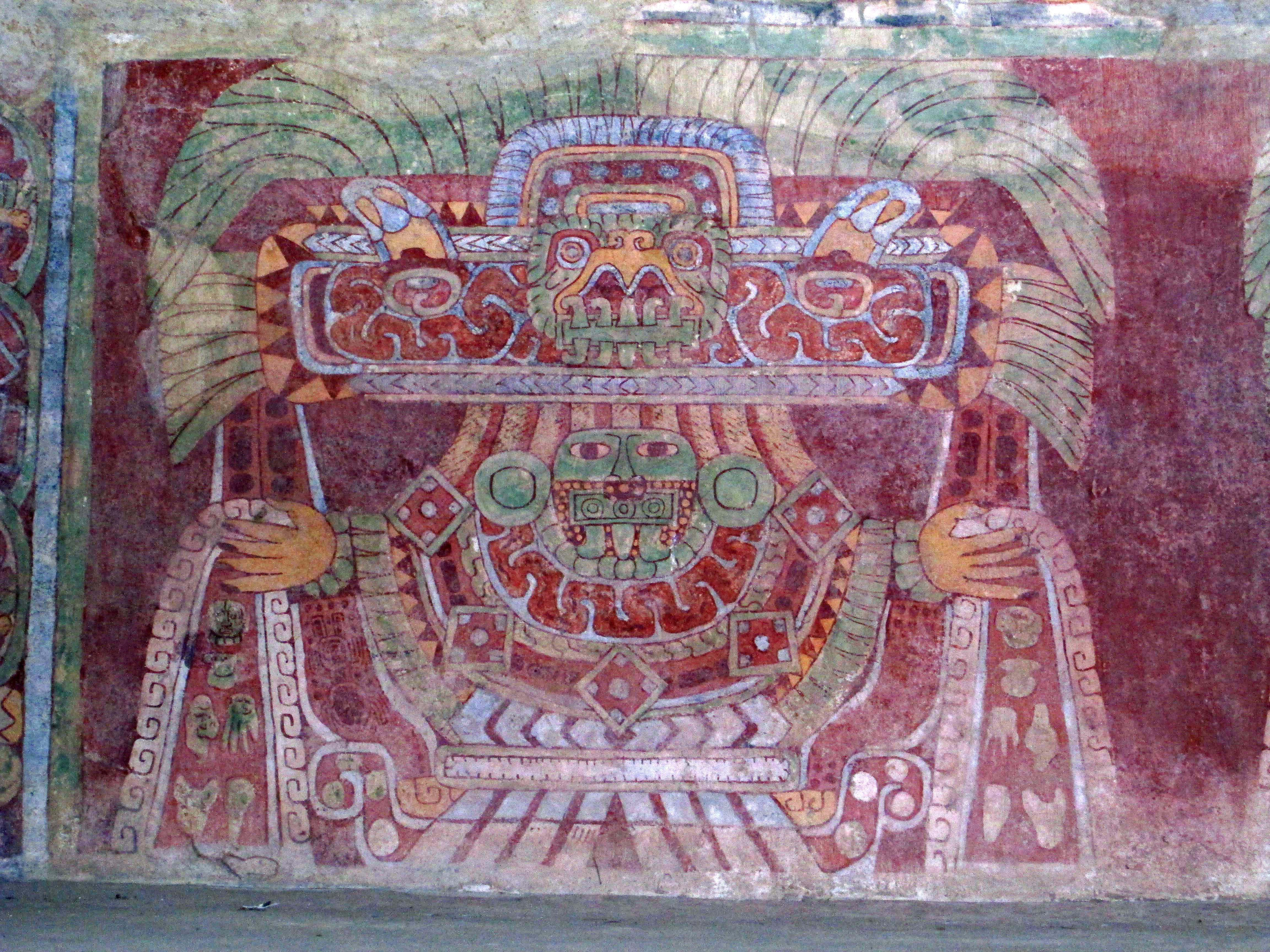
Murale a Tetitla, Teotihuacan.
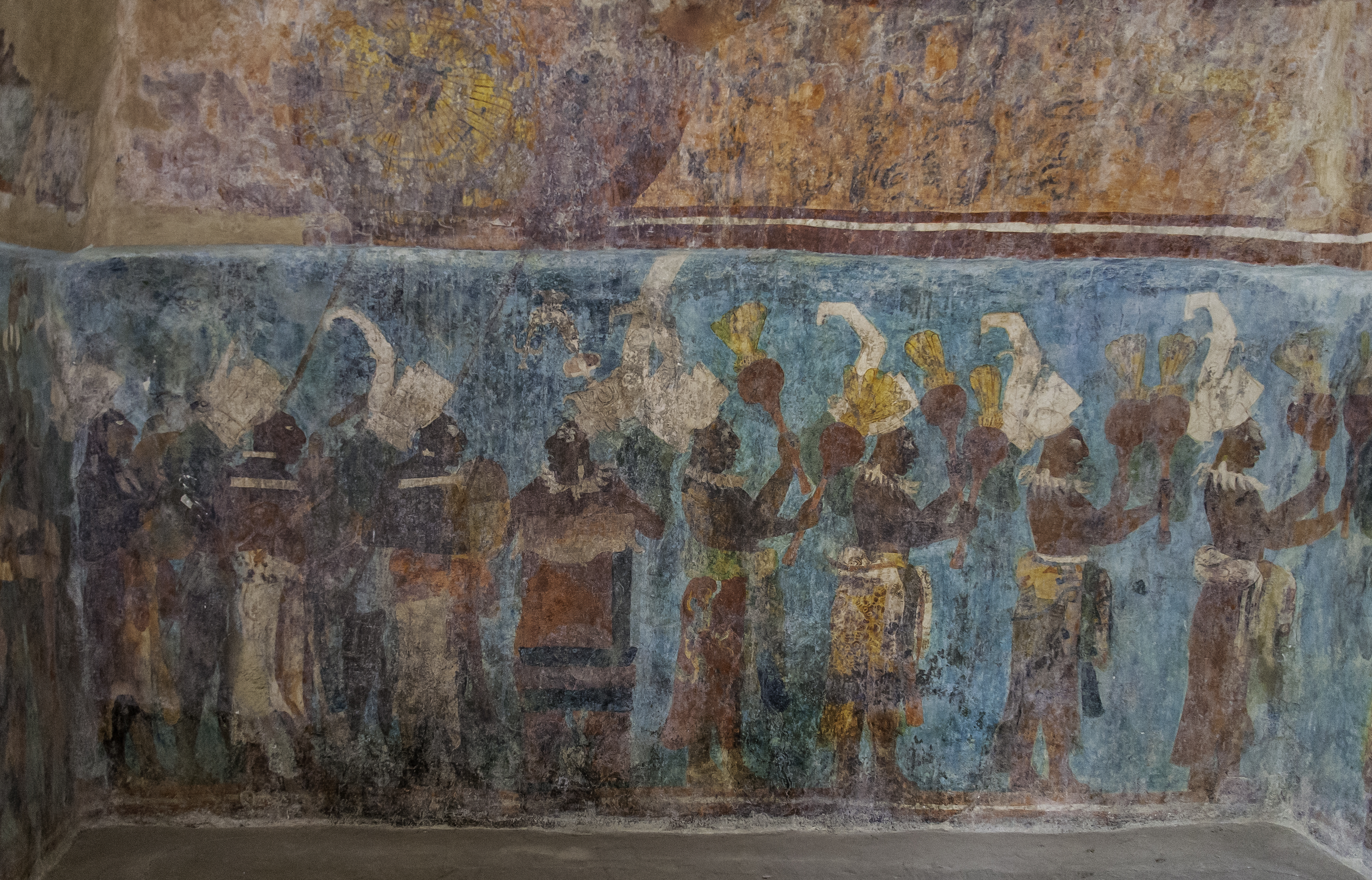
Affresco della struttura 1 in Bonampak.
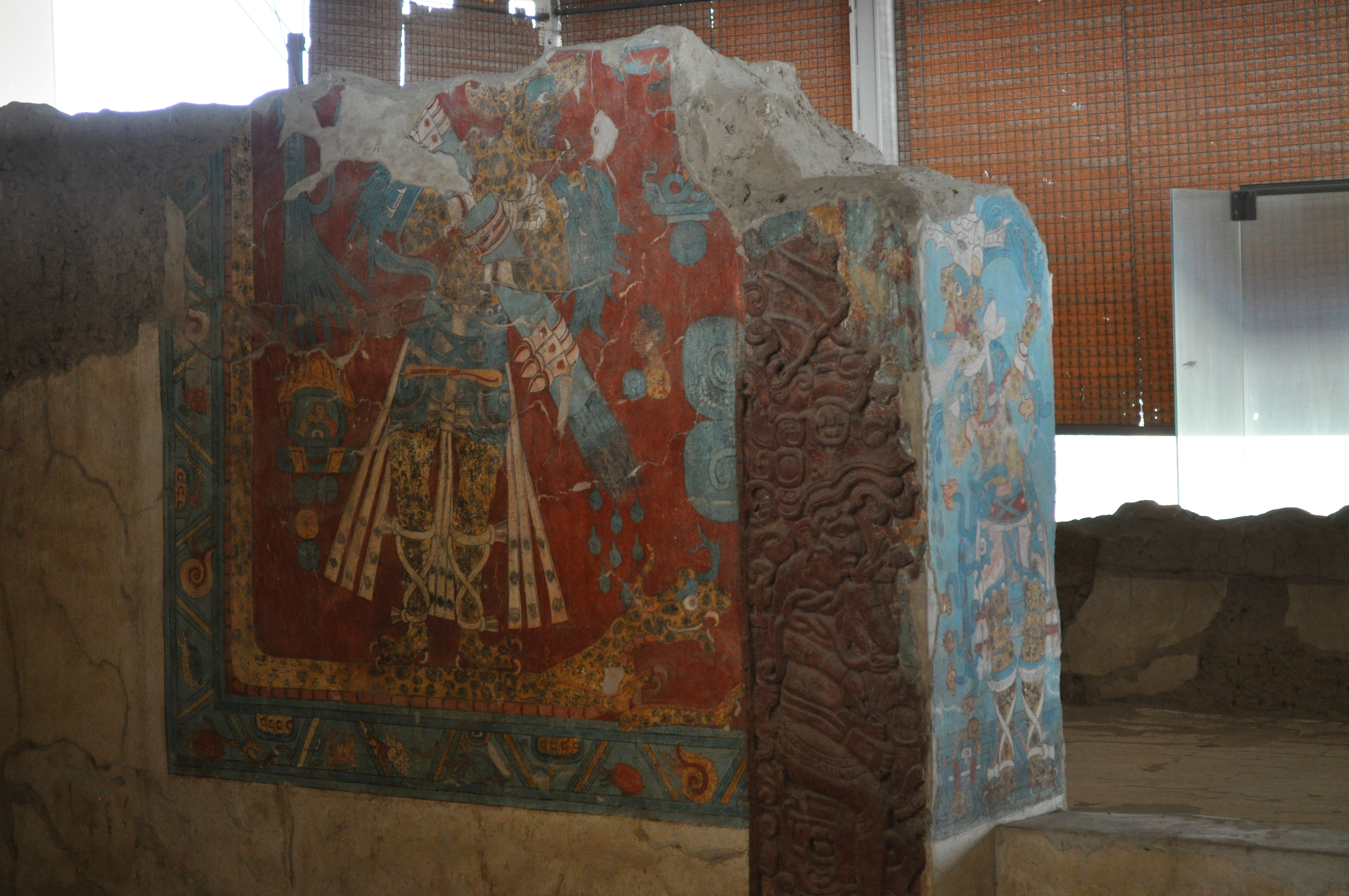
Pittura murale dell'Uomo - Jaguar in Cacaxtla.
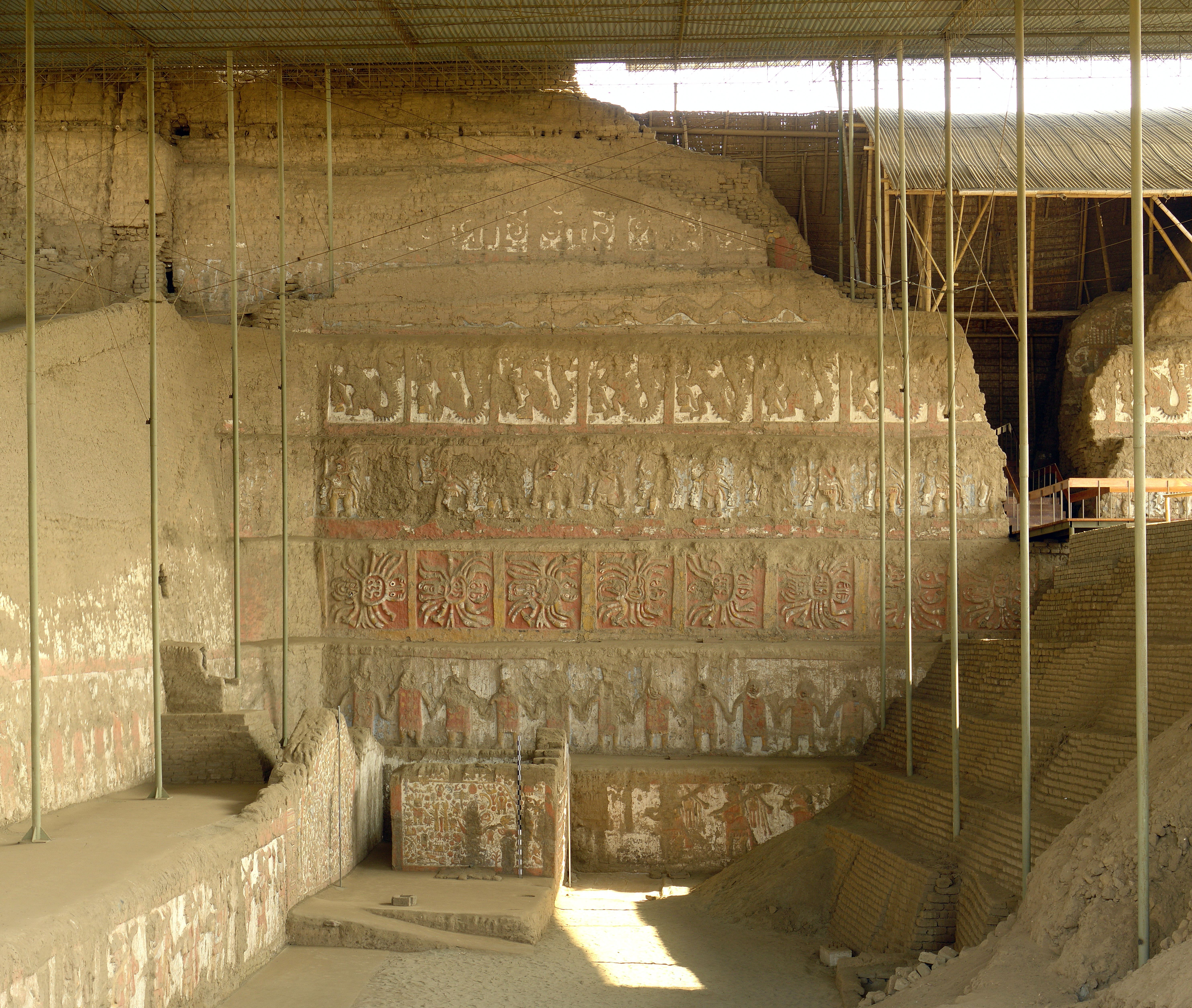
Huaca de la Luna, Perù.
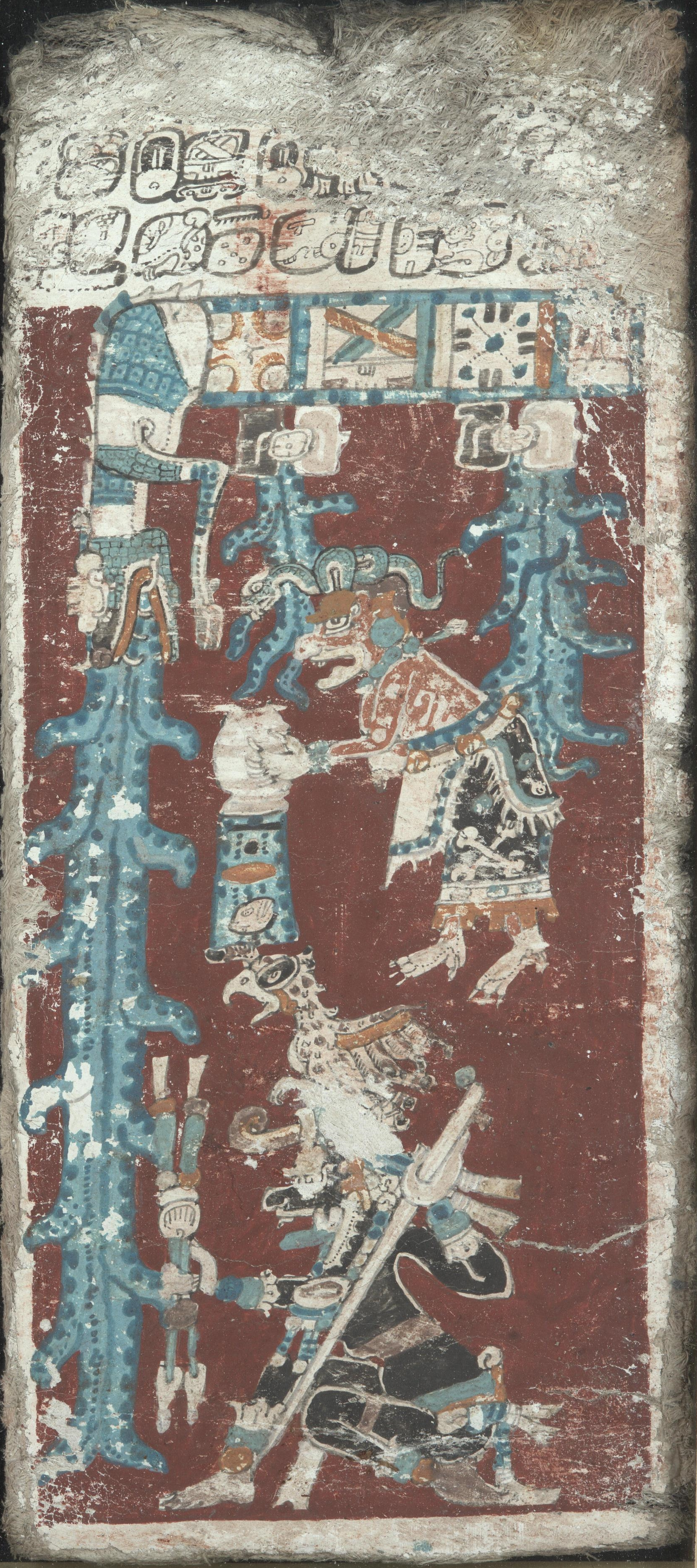
Pagina 74 del Codice di Dreda.
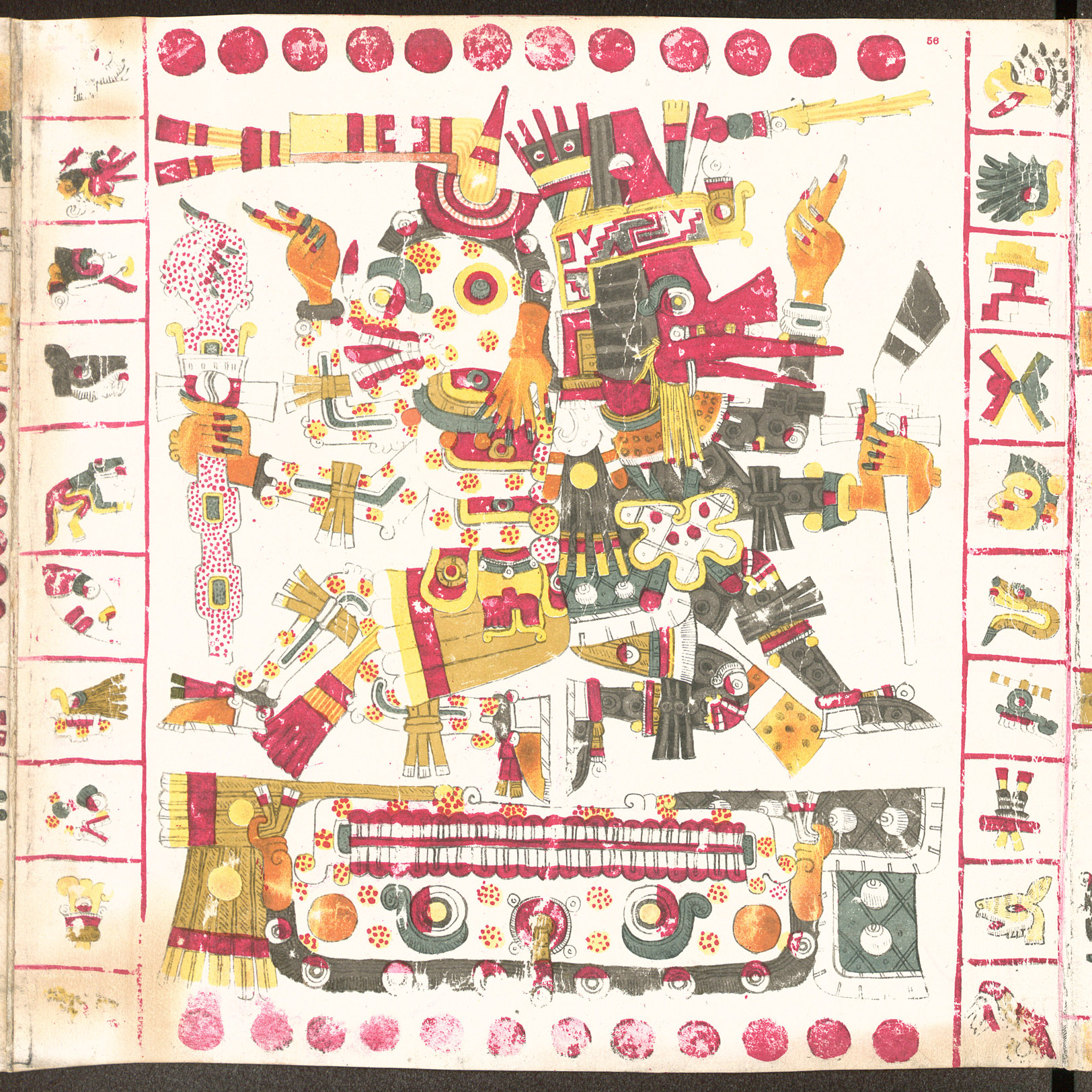
Pagina 56 del Codice Borgia, mostra il Dio Mictlantecuhtli e Quetzalcoatl.
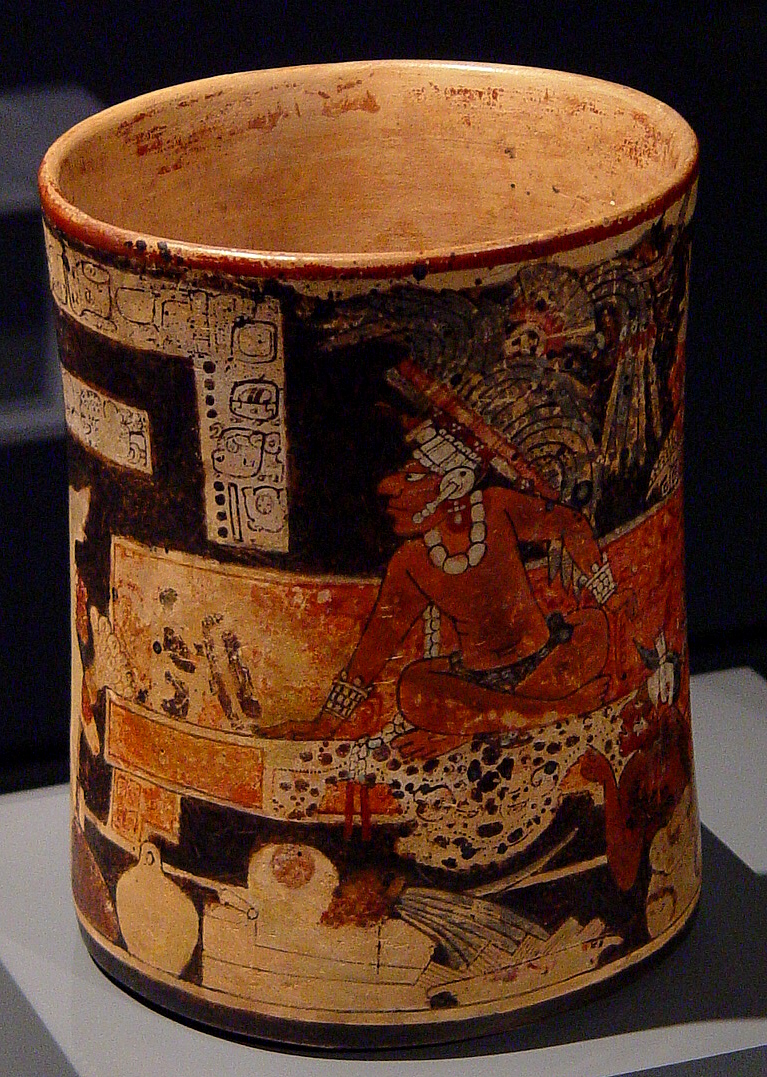
Dipingere su un vaso Maya.
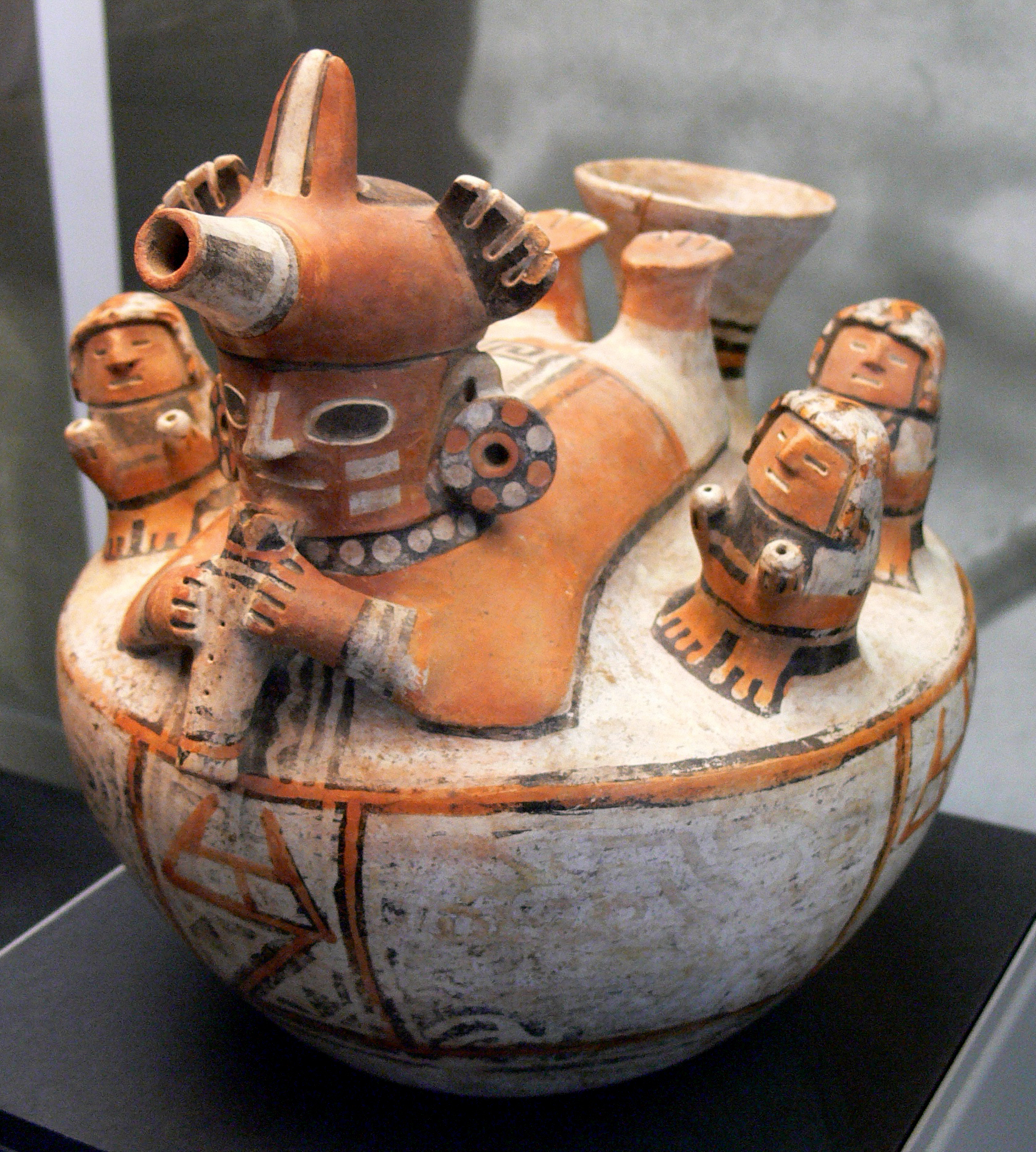
Pittura su ceramica; Cultura Recuay, Perù.

### Pittura orientale
La pittura cinese è una delle più antiche tradizioni artistiche continuative in tutto il mondo. I primi dipinti non erano rappresentativi, ma ornamentali, e consistevano in simboli o disegni, piuttosto che immagini. Inizialmente, la ceramica era dipinta con spirali, linee, punti o animali. Fu solo durante il periodo dei regni combattenti (403-221 aC) che gli artisti iniziarono a rappresentare il mondo che li circondava.
La pittura giapponese comprende una grande varietà di generi e stili, come una lunga storia di sintesi tra l'estetica dei nativi giapponese e l'adattamento alle correnti importate.
La storia della pittura coreana datata al circa 108 dC, quando appare per la prima volta come una forma indipendente. Tra quel tempo e le pitture e gli affreschi che compaiono sulle tombe della dinastia Goryeo non c'è stato molto sviluppo, tanto che fino alla dinastia Joseon l'influenza primaria era ancora la pittura cinese, anche se raffigurante paesaggi coreani, temi buddisti e sulla osservazione celeste, in linea, questi ultimi, con il rapido sviluppo di astronomia coreana.

### Pittura occidentale

#### Pittura nell'antichità
Nell'arte egizia le pitture realizzate nelle tombe, in rapporto alla prosecuzione della vita del defunto nel mondo ultraterreno. Altre pitture sono realizzate per la celebrazione delle imprese dei faraoni.
La pittura si mescola al bassorilievo, spesso colorato e dipinto, e alla scrittura geroglifica. Le linee sono rigide e le figure statiche, sempre rappresentate di profilo ad eccezione degli occhi e delle spalle che sono frontali.
Tra i colori utilizzati dagli artisti egizi compare già dall'Antico Regno il (blu egizio), uno dei pigmenti artificiali più antichi prodotti dall'uomo. Il suo uso si estese ben oltre i confini geografici e temporali dell'Antico Egitto, diventando uno dei pigmenti più affermati dell'antichità.
Nell'arte cretese sono arrivate fino a noi decorazioni e scene di danze e di giochi rituali: nell'affresco risalente al 1500 a.C. raffigurante la Taurokatapsia (dove l'acrobata, per dimostrare la sua superiorità rispetto alle forze della natura doveva saltare sulla schiena di un toro), le linee sono morbide e curve, anche le figure sono disposte in modo leggermente obliquo, accentuando l'effetto del movimento.
Anche nell'arte etrusca si osserva una maggiore dinamicità, una moltitudine di linee curve rendono la figura più naturale.

#### Pittura greca e romana
Il greci furono la prima popolazione a portare un pieno svolgimento all'arte pittorica, ponendosi il problema della luce, dello spazio, del colore, delle variazioni di tono e degli effetti della tecnica (smalti, impasto, velature...). Tali questioni vennero affrontate e risolte nel V secolo a.C. e vennero sviluppate documentatamente nel IV secolo.
Plinio il Vecchio nella sua Naturalis historia, narra della sfida tra i pittori Zeusi e Parrasio: la disputa riguardava chi dei due fosse il migliore nell'imitazione della natura. Il primo mostrò il suo affresco raffigurante dell'uva e alcuni uccelli andarono a beccarla, poi toccò al secondo e i presenti gli chiesero di spostare la tenda per mostrare il suo lavoro: poi capirono che aveva vinto perché la tenda era appunto dipinta: mentre il primo aveva ingannato degli animali il secondo aveva ingannato l'occhio dei presenti, dimostrando la sua superiorità tecnica.
Per la produzione durante l'ellenismo abbiamo scarsa documentazione, ma i pochi resti suggeriscono che i problemi pittorici vennero portati avanti, con uno svolgimento simile per molti versi a quello della scultura, verso una piena libertà tecnica e spaziale. La libertà di tocco e di pennellata di quel periodo ha fatto parlare, facendo un parallelismo con la civiltà moderna, di "impressionismo".
La grandissima maggioranza delle pitture greche ci è nota solo da frammenti, ricostruzioni a partire dalle fonti letterarie, riflessi in altre culture (come quelle etrusca) e qualche copia romana (anche a mosaico).
La ricostruzione della pittura greca monumentale tramite la ceramografia (opere realizzate sui vasi) è un'operazione difficile ma ampiamente praticata, che porta però a risultati discutibili. Federico Zeri, a titolo di esempio, paragonava il lavoro di questi studiosi a coloro che volessero capire la pittura monumentale di Raffaello e di Michelangelo cercandone gli echi nella produzione dei vasai di Deruta o Gubbio.

#### Pittura nel Medioevo

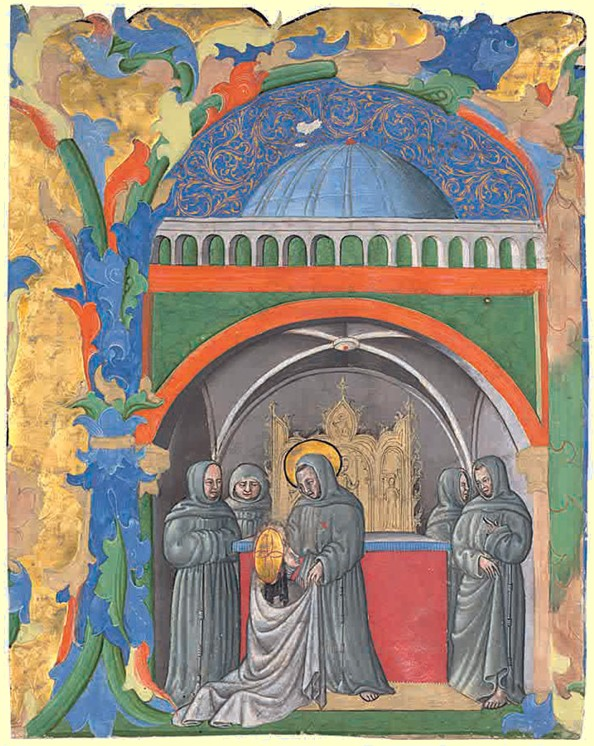
Chiara di Assisi è ricevuta nell'ordine da San Francesco.

La pittura medievale si sviluppa a partire dalle forme proprie dell'arte tardoantica: immagini sempre più ieratiche e simboliche, riflesso di una sempre più profonda concezione della spiritualità, fanno la loro comparsa già dal IV secolo nelle catacombe di Roma, ma anche nei mosaici di Santa Costanza o di Santa Maria Maggiore.
Le immagini sono tratte dal repertorio cristiano, la cui spiritualità condiziona in maniera fondamentale i soggetti. Ad esempio il concilio di Efeso del 431 che definì Maria come la Theotókos, la Madre di Dio, dà lo spunto alle prime immagini ufficiali della Vergine. Occorre tener presente che se la data del 476 della caduta dell'Impero romano d'Occidente è stabilita come l'inizio del Medioevo, questo non si può applicare alla lettera per quanto riguarda la pittura: infatti esiste continuità fra l'arte prima e dopo tale data.
È con Bisanzio che va definendosi sempre di più la pittura medievale: l'arte bizantina (330-1453) da un lato è solo un aspetto dell'arte medievale, ma dall'altro ne è l'asse portante. Le sue forme, canonizzate in seguito allo scisma iconoclasta dal secondo concilio di Nicea del 787 furono quelle universalmente diffuse in tutto il mondo cristiano, seppure con accezioni regionali diverse di volta in volta, in oriente come in occidente. La differenza di ricezione degli atti del concilio di Nicea però, diede origine a ciò che separò poi in modo così netto la pittura delle due parti dell'Europa: già con i Libri Carolini di Carlo Magno (VIII secolo) la pittura si delineava in occidente come mera illustrazione dell'evento biblico. Le immagini delle chiese diventano biblia pauperum, la bibbia dei poveri, nelle quali gli illetterati possono comprendere ciò che l'analfabetismo rende loro impossibile leggere nelle Scritture. La pittura delle chiese o delle iconostasi diventa quindi una decorazione degna di rispetto, ma non propriamente "arte sacra" come invece rimane l'icona in oriente. Qui le sante immagini vengono venerate come Presenza in assenza della persona rappresentata: per questo gli orientali ancora oggi venerano grandemente le immagini baciandole e inchinandovisi davanti.
Pur con una diversità basilare di interpretazione dell'immagine dipinta, l'oriente e l'occidente restano uniti nelle forme pittoriche fino alla fine del Duecento, influenzandosi a vicenda, vivendo rinascenze del classico o evoluzioni di tipo più simbolico. Importante menzionare in questo contesto le celebri croci dipinte e le pale d'altare di Coppo di Marcovaldo, Giunta Pisano, Cimabue. In seguito, a partire dall'Italia accade che, a causa di mutate condizioni socio-economiche, ma soprattutto a causa di uno sviluppo teologico e filosofico che rimarca sempre di più la differenza fra oriente e occidente, l'ennesima rinascenza classica della scuola romana e fiorentina (Pietro Cavallini, Jacopo Torriti, Giotto di Bondone) prende una piega definitiva e compie un passo decisivo verso forme più naturalistiche. La cappella del Sancta Sanctorum della Scala Santa di Roma, ma soprattutto il ciclo di Assisi sono la dimostrazione piena di come nuove istanze culturali, teologiche e filosofiche modifichino la concezione della corporeità e del rapporto col sacro nell'immagine dipinta.
Con il Gotico, inaugurato in Italia dalle scuole fiorentina e senese, avviene la fase terminale della pittura medievale verso forme sempre più naturalistiche, più decorative e progressivamente sempre meno teologiche, fino al Rinascimento.

#### Pittura rinascimentale e manierista

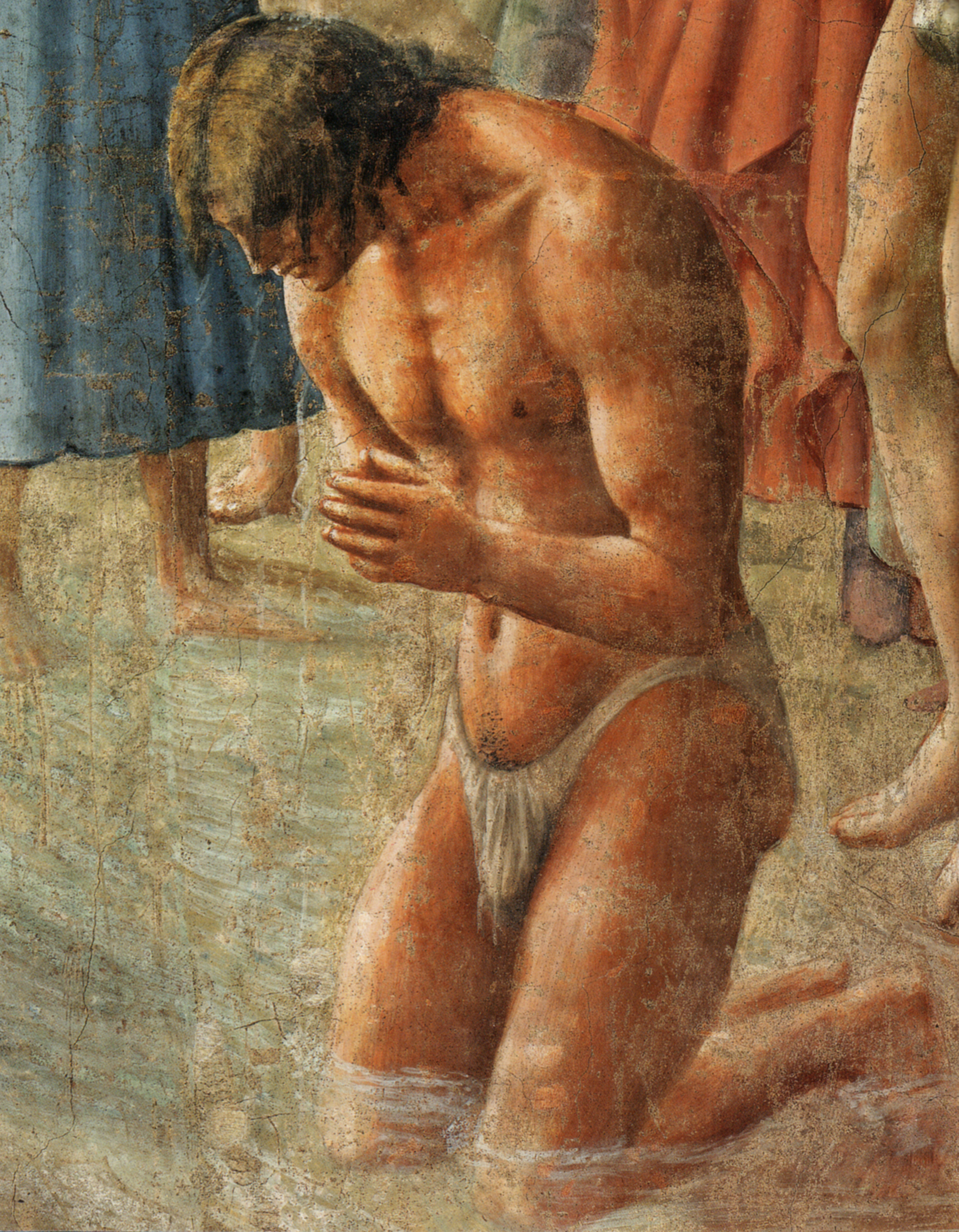
Masaccio, Battesimo dei neofiti (dettaglio), Cappella Brancacci, Firenze

Il Trecento è artisticamente legato all'evoluzione di importanti fattori politico-sociali e dalla determinante presenza di alcuni artisti che nei primi decenni realizzano nelle loro opere un nuovo concetto di spazio e di contatto con la realtà. Tali aspetti si manifestano nella tendenza ad una "pittura di Storie" che trapassa successivamente in una specie di "cronaca illustrata". Con la metà del secolo si accentuano sia in Toscana che nell'Italia settentrionale quelle componenti decorative che pongono attenzione verso il colore e l'eleganza formale. L'attività di Giotto in Toscana, in Romagna, a Padova e in Lombardia risulta determinante per lo sviluppo della pittura di tali zone, dove parallelamente si deve rilevare l'incrocio con altre tendenze che interferiscono sul "giottismo" di base.
Per gli artisti fiorentini di Giotto il fattore di maggiore interesse è l'architettura, che non passa inosservata nemmeno a Siena, dove l'ambiente più conservatore è legato alla tradizione linearistica di lontana scendenza bizantina. Ambrogio Lorenzetti è colui che tenta la "sintesi tra le due culture", e allo stesso modo influenza l'ambiente fiorentino sotto il profilo del colore e dell'eleganza lineare. A Firenze il "verbo giottesco" è manifesto nell'opera di scolari stessi del maestro (Stefano, Maso, Giottino, Taddeo Gaddi), che evidenziano in modo particolare le strutture architettoniche.
Più intento nello sviluppo degli aspetti coloristico-lineari, suggestionato dal clima senese, è Bernardo Daddi. Un multiforme e elegante artista è pure Andrea di Cione, detto l'Orcagna, che nella seconda metà del Trecento rappresenta i nuovi gusti della ricca e affermata borghesia fiorentina, riconducibile all'intonazione novellistica del Sacchetti.
Il Quattrocento si aprì in tutta Europa all'insegna del gusto raffinato e cortese del tardo gotico. Le prime novità verso una rappresentazione meno idealizzata e più permeata della realtà si registrarono nel Ducato di Borgogna e nella scuola di miniatura parigina, da cui presero spunto i nuovi indagatori del reale della scuola fiamminga: Jan van Eyck, Rogier van der Weyden, Robert Campin.

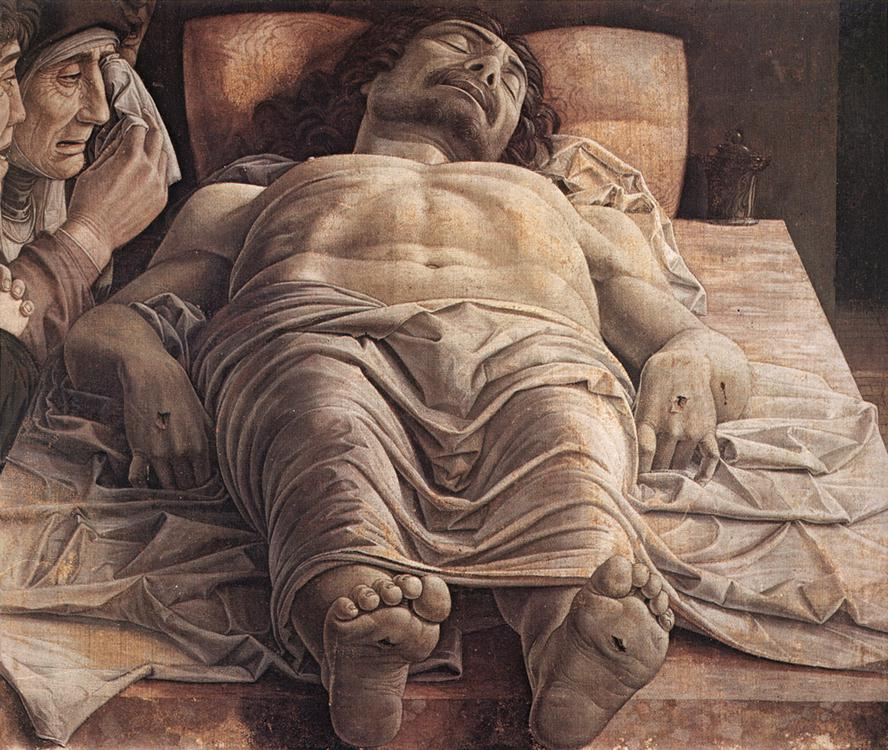
Andrea Mantegna, Cristo morto (1475-1478 circa), Milano, Pinacoteca di Brera

La prima rivoluzione rinascimentale in pittura si deve a Masaccio a Firenze. Amico di Filippo Brunelleschi e di Donatello, già nell'opera giovanile del Trittico di San Giovenale (1423) mostrò di conoscere la prospettiva lineare centrica, messa a punto da Brunelleschi pochi anni prima, verso il 1416-1417. Veri punti di rottura con la tradizione precedente furono gli affreschi della Cappella Brancacci (1424-1427 circa) e della Trinità (1426-1428 circa), dove alla salda costruzione prospettica si univa una rinnovata ricerca di realismo e un rifiuto degli elementi decorativi (l'"ornato"). Masaccio morì molto giovane, ma la sua lezione non andò perduta, venendo ripresa dai primi allievi, tra i quali Filippo Lippi, e in seguito da nuovi maestri (Paolo Uccello, Beato Angelico, Andrea del Castagno), che stemperarono le novità con elementi della tradizione precedente e con le prime influenze dell'arte fiamminga, giungendo a risultati che riscossero un ampio consenso di pubblico. Molto importante, inoltre, la figura di Leon Battista Alberti, autore, tra l'altro, di un trattato sulla pittura, il De pictura (1435)
Nel frattempo si sviluppò a Firenze una nuova corrente detta della "pittura di luce", che ebbe come principale esponente Domenico Veneziano. Dell'artista si conservano oggi relativamente poche opere, ma il suo esempio ebbe un ruolo fondamentale nella formazione di Piero della Francesca, il primo artista a unire una salda costruzione prospettica con una luce chiarissima che intride i colori e schiarisce le ombre, a cui aggiunse una semplificazione geometrica delle figure. I suoi capolavori, caratterizzati da un misuratissimo equilibrio sospeso tra la matematica e sentimento, vennero prodotti durante i suoi viaggi, diffondendo le novità fiorentine oltre i confini, soprattutto nel nuovo centro di irradiazione culturale Urbino. L'altro grande esportatore del Rinascimento fiorentino fu Donatello che, pur essendo uno scultore, nel suo fondamentale soggiorno a Padova (1443-1453) influenzò così profondamente la scuola pittorica locale da generare una nuova rivoluzione. Nella bottega padovana di Francesco Squarcione, amante del revival classico, si formarono i più innovativi maestri di tutta l'Italia settentrionale: Andrea Mantegna per Mantova, Cosmè Tura per Ferrara, Vincenzo Foppa per la Lombardia, Carlo Crivelli per le Marche, Michael Pacher per l'arco alpino. Ciascuno di questi artisti fu all'origine di scuole pittoriche che elaborarono declinazioni originali del Rinascimento, dando al Quattrocento italiano quella straordinaria ricchezza di sfaccettature che ne è propria.

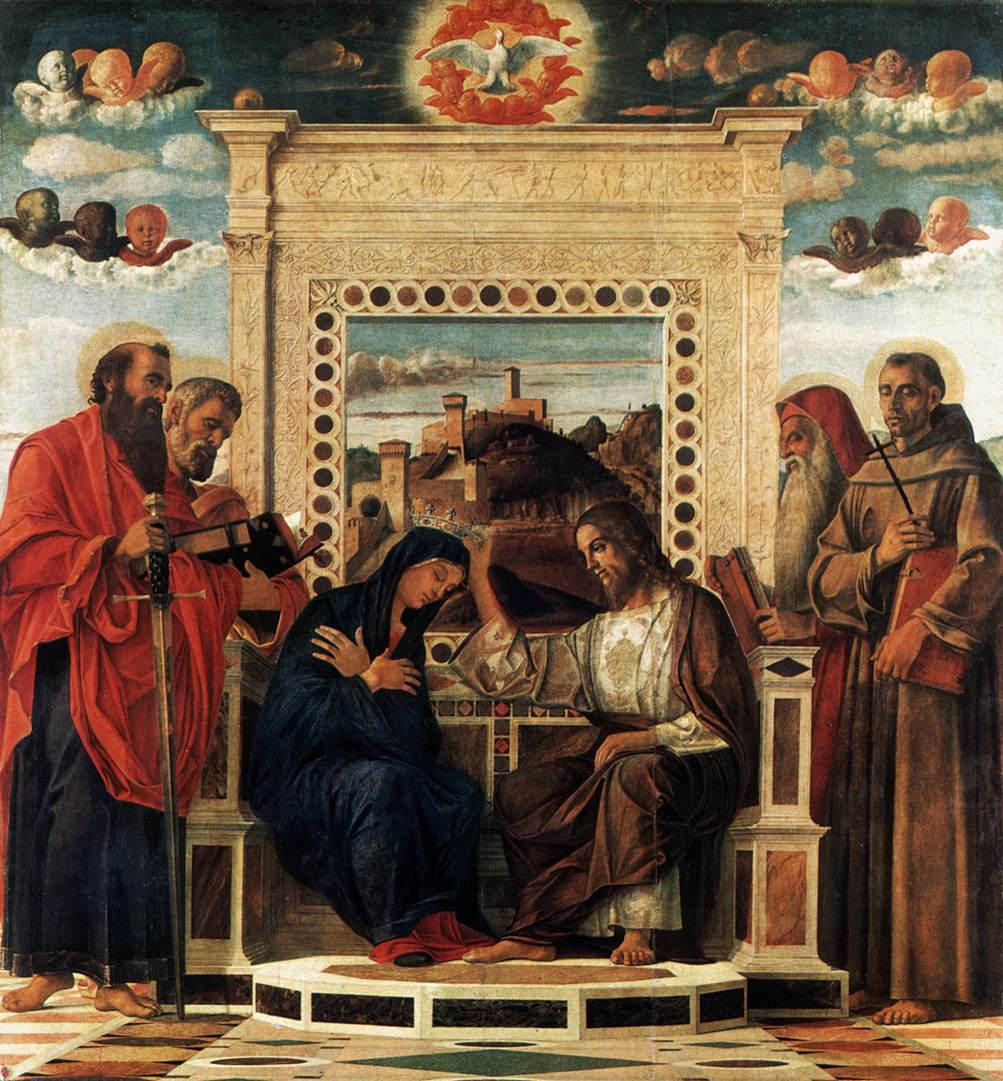
Giovanni Bellini, Pala di Pesaro (1475-1485 circa)

Contemporaneamente a Venezia Giovanni Bellini, sull'esempio di Antonello da Messina (a sua volta influenzato da Piero), rinnovò la scuola locale, ancora legata all'esempio bizantino e gotico, sviluppando una maggiore sensibilità al colore e al paesaggio, con accenti intensi sull'umanità dei personaggi e sul connettivo atmosferico che lega tutti gli elementi della rappresentazione. Ciò fu alla base dei successivi sviluppi della pittura "tonale" di Giorgione, Cima da Conegliano e Tiziano.
A Firenze invece la nuova generazione di artisti seguì l'esempio della produzione matura di Filippo Lippi, ponendo l'accento soprattutto sull'armonia del disegno e sui giochi lineari nei contorni. A questa corrente si riferirono Antonio del Pollaiolo, maestro nella rappresentazione drammatica del movimento, Sandro Botticelli, interprete dell'ideale dell'armonia laurenziana, e Filippino Lippi, in cui la linea genera già quelle bizzarrie che preludono alle inquietudini del Manierismo.
Gli ultimi decenni del secolo vedono la formazione di nuovi linguaggi che, grazie all'attività di autentici geni, aprono la strada alle novità del secolo successivo: il dolcissimo sfumato di Leonardo da Vinci, il colorismo e la monumentalità isolata delle figure di Pietro Perugino (che fu maestro di Raffaello), il titanismo del giovane Michelangelo.
Col nuovo secolo la scena fiorentina passa in mano a nuovi maestri "eccentrici", che partendo dall'esempio dei geni della stagione precedente, arrivano a una nuova sintesi formale. Andrea del Sarto prima, Pontormo e Rosso Fiorentino poi generano uno stile cerebrale e tormentato, da cui si sviluppò, una generazione dopo, il Manierismo vero e proprio, quello di Vasari, Francesco Salviati e Jacopino del Conte, che si diffuse in tutta Europa. La presa di coscienza del valore creativo dell'artista portò alla nascita delle prime accademie e della storiografia artistica.

#### Pittura barocca, rococò e neoclassica

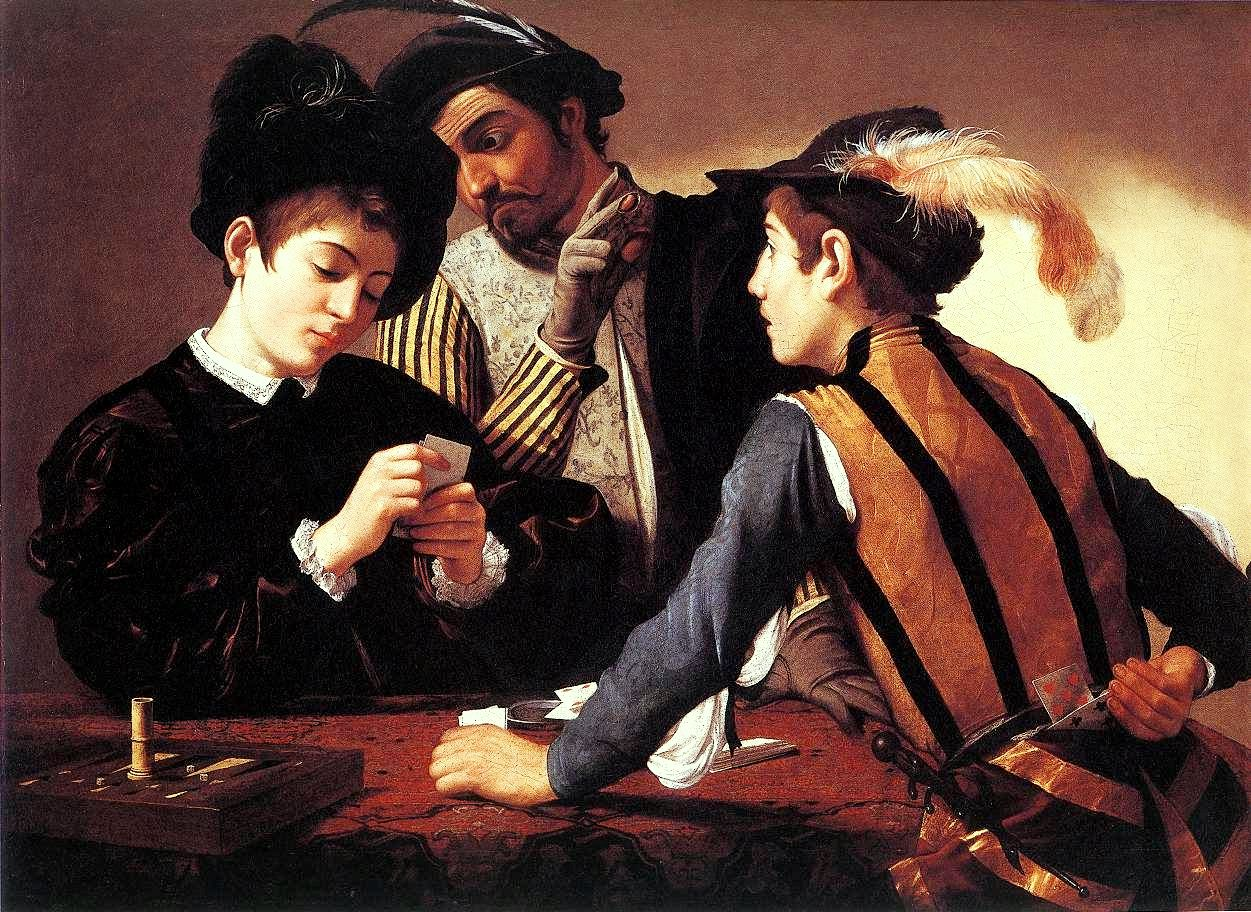
Caravaggio, I bari. Olio su tela, 91,5 x 128,2 cm. 1594-1595, Fort Worth (Texas), Kimbell Art Museum.

Già a partire dalla fine del Cinquecento prese le mosse da Bologna, con i Carracci, una riflessione pittorica che rielabora il dato reale in chiave classicista. Parallelamente Michelangelo Merisi, detto Caravaggio, recuperò una visione della realtà molto personale, estremamente legata al dato ottico incapace però di comprendere la realtà spirituale, fatto questo che si dimostra essere il filo conduttore della sua parabola umana ed artistica. Dell'epoca barocca possiamo ricordare anche lo spagnolo Diego Velázquez.
Il Rococò diviene un'appendice in tono più misurato e vivibile del Barocco, i veneziani Giambattista Pittoni e Giambattista Tiepolo ne divengono i maggior rappresentanti, e un riferimento per tutta l'arte mondiale dell'epoca.
Nel Settecento l'attenzione per il paesaggio si accentua, e si assiste a uno snellimento notevole delle rappresentazioni. Si assiste ad una ripresa di istanze classicistiche (Neoclassicismo): si riprendono storie tratte dalla mitologia a cui la pittura dell'epoca è strettamente legata.
A Venezia nasce una scuola di vedutisti italiani: il Canaletto, Bellotto e Guardi; a Roma Giovanni Paolo Pannini. La pittura di veduta è caratterizzata da un forte grado di aderenza al vero, una grande vastità degli orizzonti e un ampio uso della prospettiva.

#### Pittura nel XIX secolo

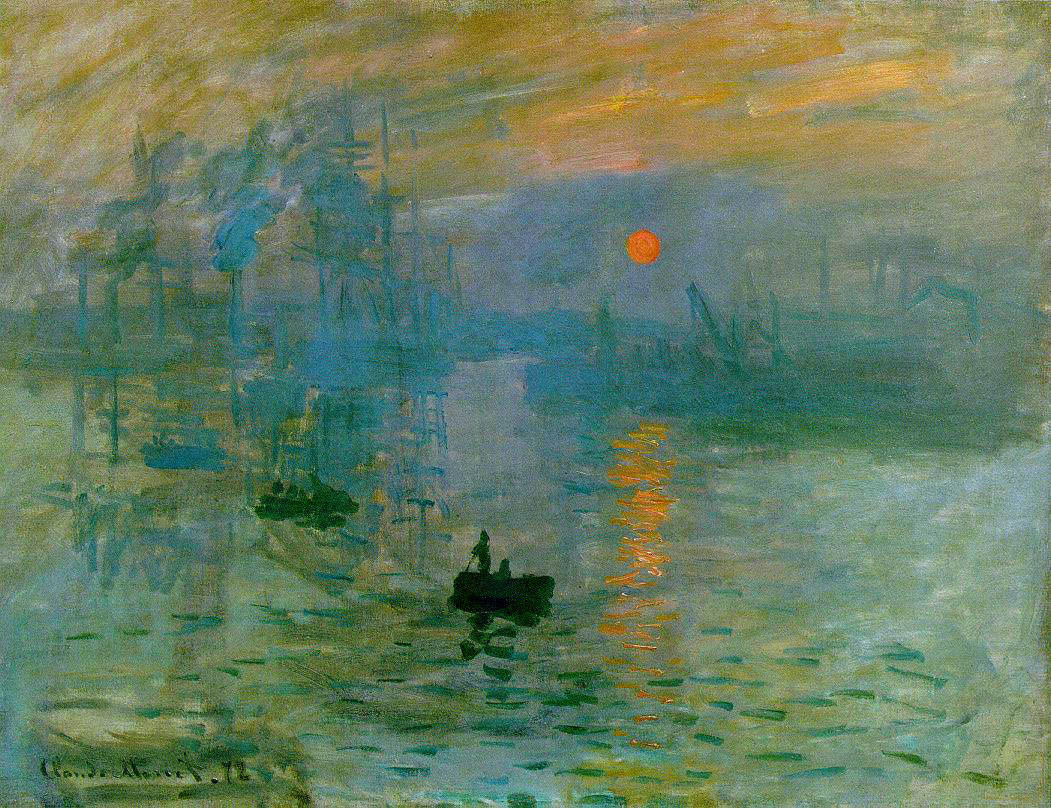
Claude Monet - Impression, soleil levant

Nell'Ottocento si abbandona l'arte classica: l'artista si svincola dalle regole tradizionali. I temi della campagna e del lavoro sono quelli che più interessano i pittori. All'inizio del secolo si sviluppa la corrente del Romanticismo, un moviemento di origini tedesche, che si estende anche in Inghilterra, a seguito del declino dell'Illuminismo. Pittori come Géricault, Delacroix e Friedrich emergono come importanti artisti, mentre in Inghilterra William Turner dà un'impronta personale al sentire visivo romantico.
Intorno al 1840, in Francia nasce il realismo che vede in Gustave Courbet il suo principale esponente. Si ricordano inoltre le importanti le figure di Honoré Daumier, Jean-François Millet e Gustave Caillebotte.

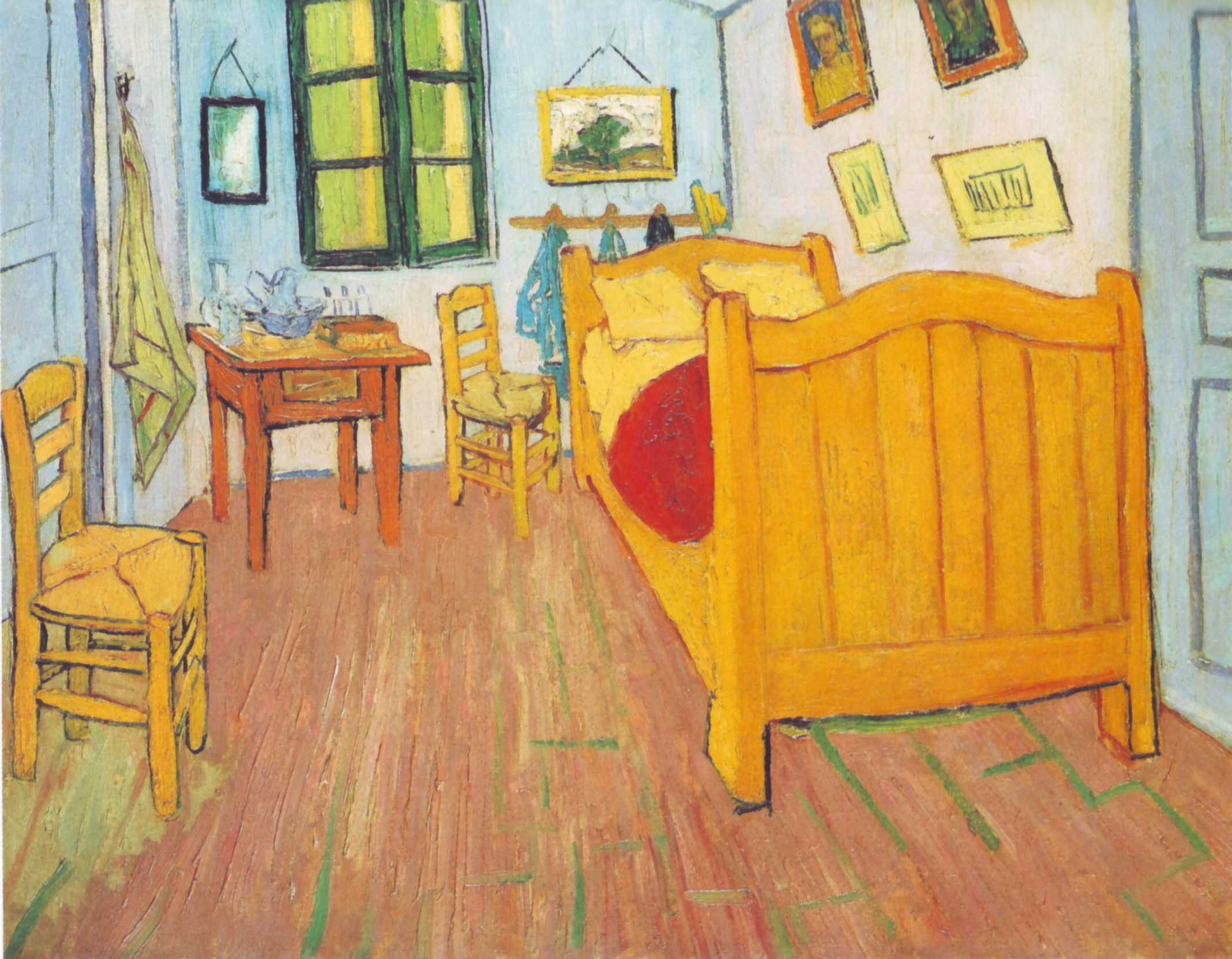
La camera di van Gogh, olio su tela, 72x90cm, 1888, Van Gogh Museum, Amsterdam

Le esperienze del realismo e del romanticismo furono indispensabili per una nuova corrente artistica che ruppe definitivamente gli schemi del passato: l'Impressionismo. Nato a Parigi nella seconda metà del secolo, il movimento fu caratterizzato da un interesse rivolto al colore piuttosto che al disegno, dalla riscoperta della pittura di paesaggio (già ripresa precedentemente da molti pittori, tra cui Camille Corot) e della soggettività dell'artista che prediligeva la rappresentazione delle sue emozioni a discapito dell'importanza del soggetto. I dipinti di questi artisti ribelli alla convenzioni, tra cui Monet, Degas, Manet, Cézanne, Renoir, Morisot, erano realizzati, spesso en plein air, con rapidi colpi di spatola, creando un alternarsi di superfici uniformi e irregolari. Oltre al colore, la luce fu particolarmente studiata. A questi impressionisti francesi arriva, più tarda e ragionata la risposta italiana, dopo i lavori di ricerca insieme a Monet a Parigi negli anni del 1870, da parte di Filippini, con una maggiore introspezione di una sensibilità tormentata e di attenzione ai temi sociali, e con pennellate che restano di matrice scapigliata, che influenzeranno tutta l'arte del paesaggio italiano..
La rivoluzione portata dai pittori impressionisti, aprì così le porte a nuove correnti, come il post-impressionismo, con i dipinti di Paul Gauguin, l'espressionismo, con Edvard Munch e Vincent van Gogh e il Puntinismo, che in Italia sarà chiamato Divisionismo, con Pellizza da Volpedo, Paul Signac e Georges Seurat.
La pittura di genere, una rappresentazione pittorica dell'epoca con scene che rappresentano aspetti della vita di tutti i giorni, fu a lungo considerata un genere "minore", decisamente inferiore per valore alla pittura storico-religiosa. Iniziò ad essere apprezzata da una ristretta cerchia di collezionisti prima dell'alta nobiltà e poi della borghesia, fino a trovare la sua celebrazione nei tempi moderni anche in funzione della loro testimonianza intima della storia vissuta, ma è nell'Ottocento che trova la sua massima espressione divenendo anche fortemente introspettiva, con il veneto Antonio Rotta, le sue opere Il Caso senza Speranza e La morte del pulcino sono divenuti alcuni dei dipinti di genere più celebri della pittura italiana, a cui seguì anche Vincenzo Petrocelli.

#### Pittura del XX secolo

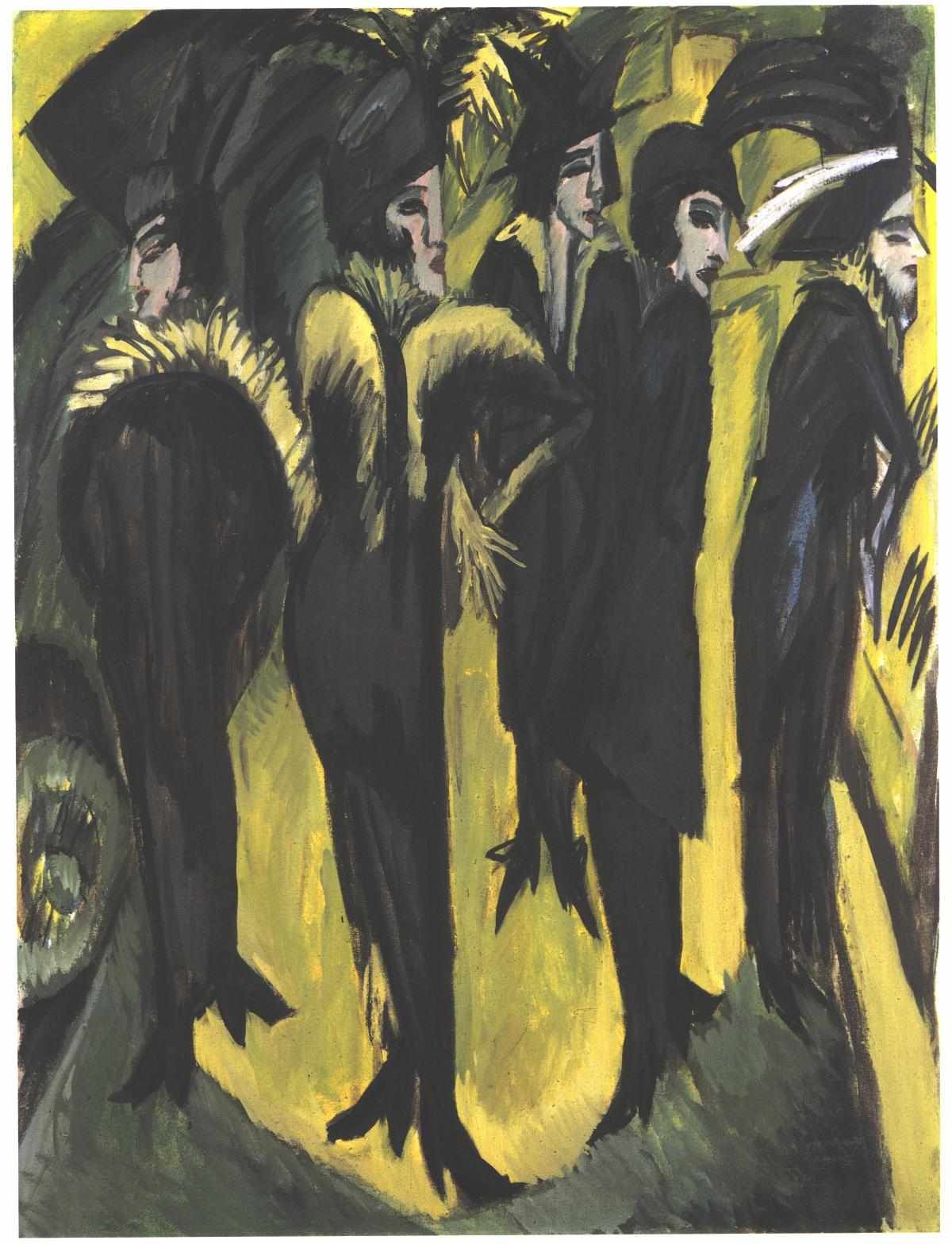
In Cinque donne per strada, Kirchner rappresenta delle prostitute

La grande "conquista" del Novecento, è proprio l'astrazione: l'artista non dipinge più ciò che vede (questo ruolo è lasciato alla fotografia), ma ciò che sente dentro, nella sua interiorità.
In quest'ambito si analizzano con molta attenzione il fenomeno della percezione visiva ed il mutevole effetto che provocano i vari colori sull'osservatore. Distinguiamo nel Novecento due grandissimi filoni di arte figurativa: l'astrattismo, contrapposta a una pittura ancora figurativa, nonostante nella maggior parte dei casi non ricerchi la rappresentazione fotografica della realtà.
Il Novecento è stato un secolo che ha visto innumerevoli artisti, esponenti di diverse avanguardie, relative all'arte pittorica. Agli inizi del secolo, iniziano ad assumere una propria identità gli artisti che hanno ereditato la lezione dell'impressionismo. Di questi ricordiamo i Fauves, gruppo francese di artisti, il cui più grande esponente fu Henri Matisse; i fauves possono essere considerati i primi veri avanguardisti del Novecento. Tradizionalmente si tende erroneamente a inglobare questo gruppo in quello degli espressionisti, legati invece alla scuola tedesca, la quale poetica è profondamente differente da quella fauvista.
Il gruppo degli espressionisti, chiamato in Germania Die Brücke è in certi sensi anche contrapposto al movimento francese: questi ultimi raffiguravano l'armonia, la gioia di vivere, tradotta in colori particolarmente accesi e pennellate molto dolci (quindi più vicini agli impressionisti in questo senso), mentre i tedeschi rappresentavano la società dell'epoca, spesso con denunce sociali, legate a problemi come la prostituzione: tutto ciò tradotto in pennellate particolarmente dure, forme spigolose e colori contrastanti tra di loro. Un importante esponente dei Die Brücke fu Ernst Ludwig Kirchner, autore di capolavori come Marzella, Cinque donne per strada e Scena di strada berlinese.
Nel 1907 Pablo Picasso disegnò il quadro che ha fatto da spartiacque dall'antichità alla modernità: Les demoiselles d'Avignon. Oltre che per il soggetto raffigurato di cinque prostitute, già visto nell'opera di Kirchner, la rivoluzione di quest'opera risiede nella composizione, che rompe definitivamente con i canoni classici. Le figure sono spigolose, con volti che riprendono le maschere africane e sembrano incastrate nella piattezza dello sfondo. Questo quadro è il primo quadro della corrente cubista, altra grande avanguardia del Novecento. A Picasso, che più volte dipinse ed espose insieme a lui, risponderà ormai naturalizzato italiano Ibrahim Kodra, con una innovativa interpretazione personale del cubismo, di tipo fantastico,con la peculiarità che le scomposizioni tipiche del cubismo analitico vengono proposte secondo un'impostazione propria più del cubismo sintetico. Ebbero un ruolo fondamentale nella storia della pittura anche i futuristi, la cui poetica era relativa alla rottura totale con il passato e a studi della dimensione tempo. Grandi esponenti furono Umberto Boccioni e Giacomo Balla. Carlo Carrà ebbe un importante ruolo nella scuola futurista, ma si dissociò in parte, seguendo poi la corrente metafisica, rappresentata da Giorgio de Chirico.

##### Pionieri del XX secolo
Di seguito i maggiori esponenti delle avanguardie del Novecento.
Fauvisme
- André Derain
- Henri Matisse
- Albert Marquet
- Maurice de Vlaminck

Die Brucke
- Ernst Ludwig Kirchner
- Karl Schmidt-Rottluff
- Oskar Kokoschka
- August Macke
- Emil Nolde
- Egon Schiele

Cubismo
- Georges Braque
- Ibrahim Kodra
- Pablo Picasso
- Juan Gris
- Fernand Léger
- Robert Delaunay

Futurismo
- Filippo Tommaso Marinetti
- Giacomo Balla
- Carlo Carrà
- Umberto Boccioni
- Fortunato Depero
- Luigi Russolo

Der Blaue Reiter
- Wassily Kandinsky
- Franz Marc
- Alexej von Jawlensky
- Paul Klee

Suprematismo
- Kazimir Severinovič Malevič
- El Lissitzky

Dadaismo
- Francis Picabia
- Marcel Duchamp
- Hans Arp
- Man Ray

 De Stijl
- Theo Van Doesburg
- Piet Mondrian

Ritorno all'ordine
- Giorgio de Chirico, corrente metafisica
- Antonio Donghi
- Mario Sironi
- Ardengo Soffici
- Gino Severini
- Felice Casorati
- Achille Funi
- Aligi Sassu
- Fausto Pirandello
- Mario Tozzi

Surrealismo
- Salvador Dalí
- René Magritte
- Joan Miró
- Paul Delvaux

Espressionismo Astratto
- Franz Kline
- Willem de Kooning
- Jackson Pollock
- Mark Rothko
- Emilio Vedova

Pop Art
- Andy Warhol
- Keith Haring
- Edward Hopper
- Roy Lichtenstein
- Tom Wesselmann
- Robert Rauschenberg

Arte informale
- Yves Klein
- Alberto Burri
- Enrico Castellani
- Giuseppe Capogrossi

Transavanguardia
- Sandro Chia
- Francesco Clemente
- Enzo Cucchi
- Nicola De Maria
- Mimmo Paladino

Street Art
- Banksy
- Blu
- Keith Haring
- Jean-Michel Basquiat
- Dondi

Iperrealismo
- Chuck Close
- Richard Estes

##### Astrattismo e Arte informale

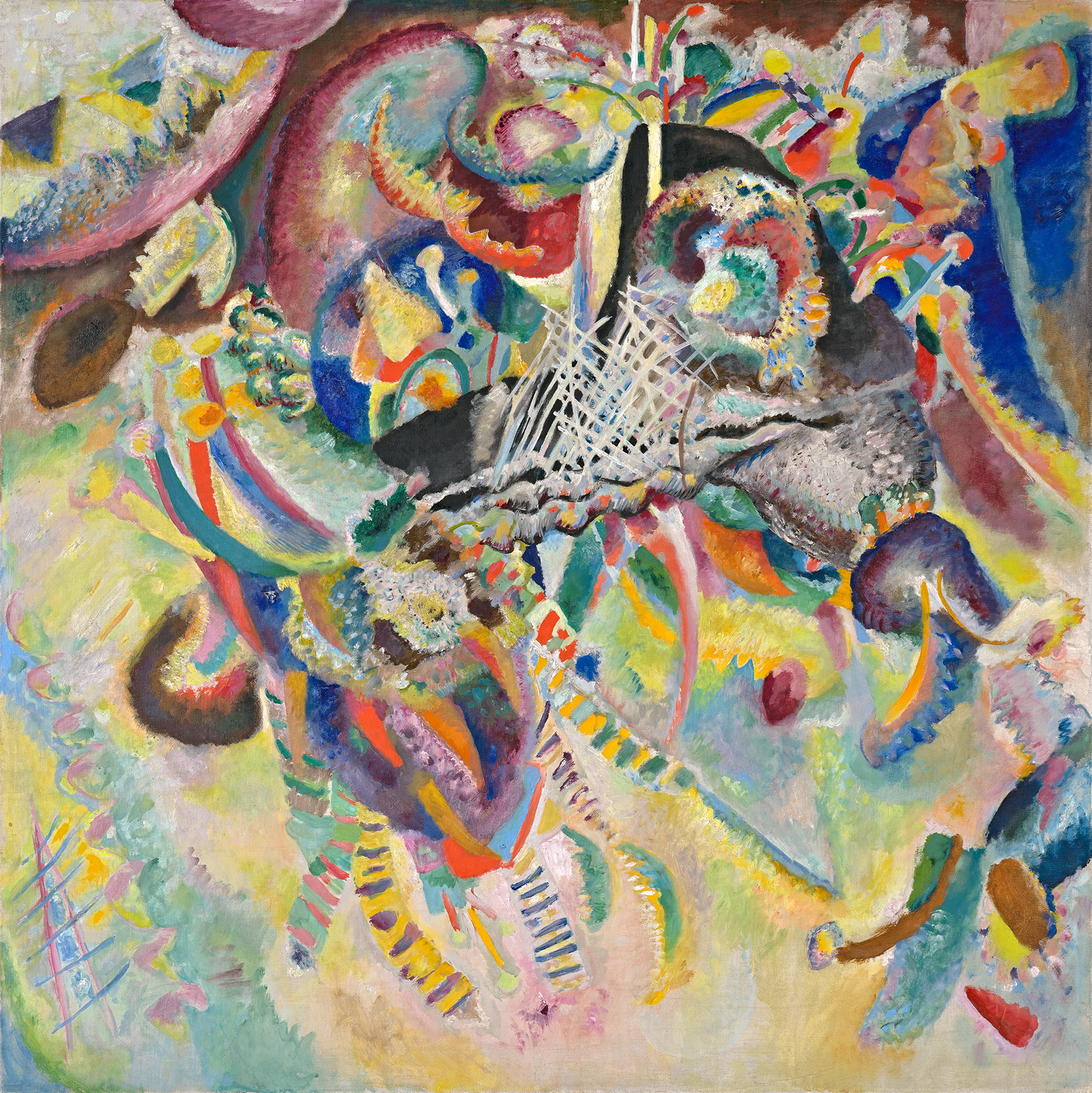
Fugue-fuga, di Wassily Kandinsky

In seguito all'esperienza del fauvismo e del cubismo, l'astrattismo nasce dalla scelta degli artisti di negare la rappresentazione della realtà per esaltare i propri sentimenti attraverso forme, linee e colori. Punto di riferimento fondamentale è il testo di Wilhelm Worringer "Astrazione ed empatia", del 1908, dove l'arte viene interpretata in base all'intenzionalità dell'artista.
Il termine "astrattismo", viene spesso usato per indicare quelle forme d'arte visuale non figurativa, dove l'immagine rappresentata, spesso, non ha alcun appiglio che consenta la sua riconducibilità alla sua immagine reale. Tuttavia in alcune accezioni con "astrattismo" si intende (in senso restrittivo) solamente la ricerca della forma pura per tramite di colori e forme geometriche, come nelle opere di Piet Mondrian, Josef Albers e Mario Radice, mentre le altre esperienze non figurative vengono definite con nomi propri, quali espressionismo astratto, informale e simili i cui grandi esponenti sono stati Jackson Pollock, Mark Rothko, Alberto Burri, Emilio Vedova e Yves Klein.
Fondamentale trattato nella storia della pittura e primo dell'astrattismo, è stato Punto, Linea e Superficie di Kandinksy, nel quale l'artista russo descrive minuziosamente i tre enti fondamentali della rappresentazione bidimensionale, appunto il punto, la linea e la superficie. Il punto viene inteso come l'ente in eterno stato di quiete, in quanto adimensionale; la linea è conseguenza del punto, definita come "il punto strappato dal suo stato di quiete". Essa viene poi analizzata in base al suo andamento, ai suoi spigoli e alle sue angolature. La superficie viene invece intesa come "il supporto sul quale si opera", che è in grado di aprire orizzonti relativi all'arte figurativa.

#### Pittura del XXI secolo
La Biennale di Venezia e la Quadriennale di Roma sono i più importanti palcoscenici per l'arte contemporanea italiana. A queste va aggiunta la Triennale di Milano che si propone istituzionalmente un campo d'azione più vasto facendo interagire industria, mondo produttivo e arti applicate. Tra gli artisti di ultima generazione, hanno avuto riconoscimento internazionale Umberto Pettinicchio, Maurizio Cattelan, Salvatore Garau, Mimmo Paladino.